# Jenny Maakal
Jenny Maakal   (Província de Transvaal, 2 d'agost de 1913 - Durban, 15 de setembre de 2002) va ser una nedadora sud-africana que va competir durant les dècades de 1920 i 1930.
El 1932 va prendre part en els Jocs Olímpics de Los Angeles, on disputà dues proves del programa de natació. Guanyà la medalla de bronze en la prova dels 400 metres lliures, mentre en els 100 metres lliures fou sisena.
El 1934, als Jocs de la Commonwealth, guanyà la medalla de plata en les proves de les 400 iardes lliures i el 4x100 iardes lliures, formant equip amb Kathleen Russell, Enid Hayward i Molly Ryde.